# Erzbistum Gwangju
Das Erzbistum Gwangju, auch Kwangju, (lat.: Archidioecesis Kvangiuensis, kor.: 천주교 광주대교구) ist eine im Südwesten Südkoreas gelegene Erzdiözese der römisch-katholischen Kirche mit Sitz in Gwangju.

## Geschichte
Das Erzbistum Gwangju wurde am 13. April 1937 durch Papst Pius XI. als Apostolische Präfektur Kwoszu errichtet. Erster Präfekt war Eugenio MacPolin SSCME. 1950 wurde die Präfektur umbenannt in Apostolische Präfektur Gwangju; 1957 erfolgte durch Papst Pius XII. die Umwandlung zum Apostolischen Vikariat Gwangju. Johannes XXIII. erhob am 10. März 1962 das Vikariat zum heutigen Erzbistum Gwangju.
Am 28. Juni 1971 gab es Fläche für die Apostolische Präfektur Cheju ab.
Die Bistümer Cheju und Jeonju wurden als Suffragane angegliedert.

## Ordinarien

### Apostolische Präfekten und Vikare
- Eugenio MacPolin SSCME, 1937–1942
- Patrizio Tommaso Brennan SSCME, 1948–1952
- Harold William Henry SSCME, 1954–1962

### Erzbischöfe
- Harold William Henry SSCME, 1962–1971, dann Apostolischer Administrator von Cheju
- Peter Han Kong-ryel, 1971–1973
- Victorinus Youn Kong-hi, 1973–2000
- Andreas Choi Chang-mou, 2000–2010
- Hyginus Kim Hee-jong, 2010–2022
- Simon Ok Hyun-jjn, seit 2022